# Peter White (Musiker)

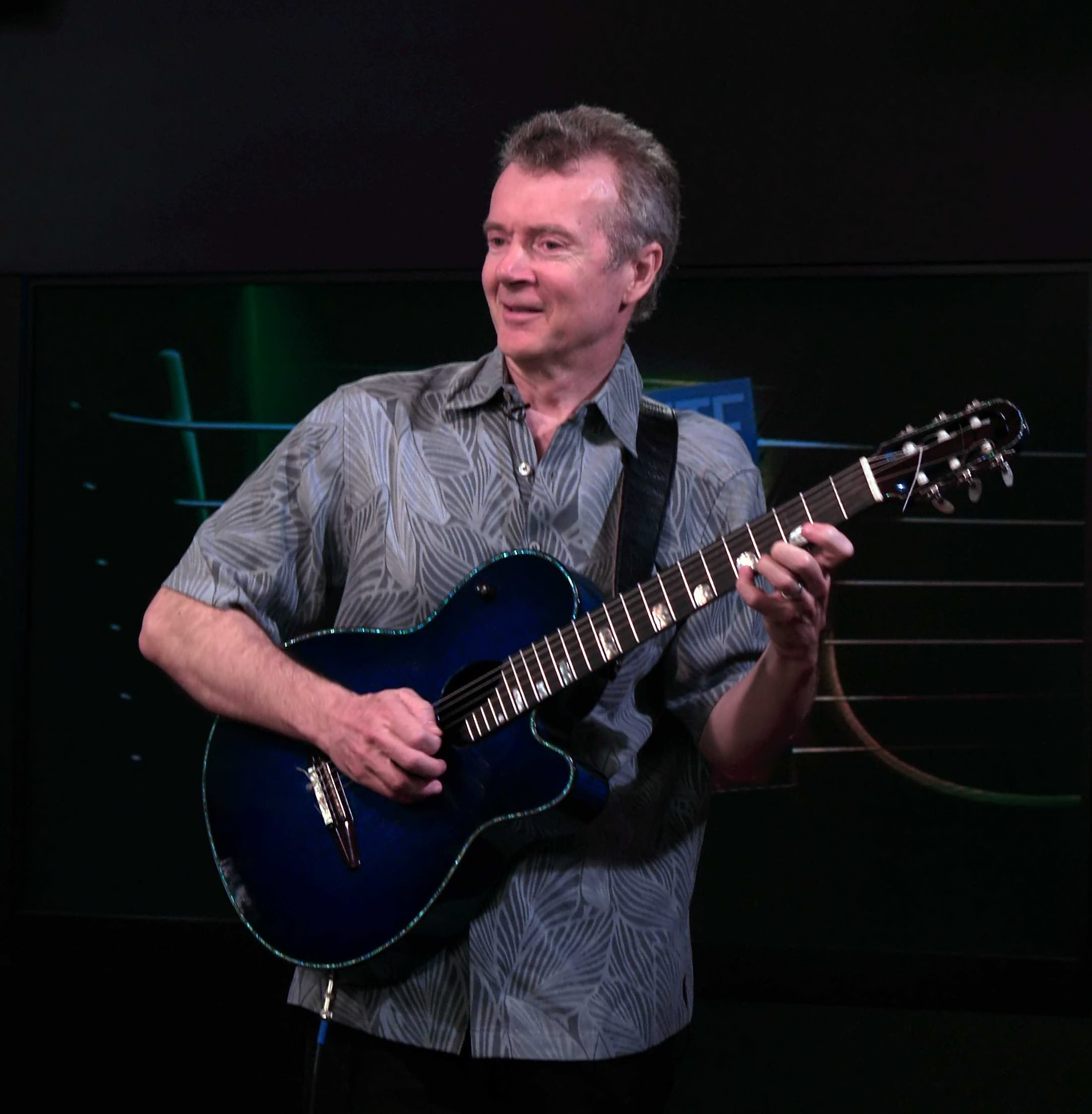
White bei einem Auftritt in San Diego (2009)

Peter White (* 20. September 1954 in Luton, England) ist ein Smooth-Jazz und Jazz-Fusion-Gitarrist. Er spielt außerdem Akkordeon und Klavier. Sein Bruder Danny White war einer der Gründer der Band Matt Bianco. Whites Stil zeichnet sich vor allem durch die ausschließliche Verwendung der klassischen Gitarre mit Nylonsaiten aus. White knüpft somit an den Stil von Earl Klugh an und kooperiert auf Studioaufnahmen und Tourneen mit vielen Smooth-Jazz-Musikern wie Rick Braun oder Kirk Whalum.

## Karriere
Der in Luton geborene Peter White erzielte ersten Erfolg bei der Begleitung von Al Stewart. Während seiner 20-jährigen Zeit mit Stewart komponierte er viele Lieder um, insbesondere Stewarts Top-10-Hit Time Passages. In den späten 1980er Jahren begleitete er Basia bei einigen erfolgreichen Alben.
Peter White nahm ab 1990 erste Solo-Alben auf. Seine Instrumentalstücke What Does It Take (To Win Your Love), aufgenommen von Jr. Walker & The All Stars (2006), Mister Magic, aufgenommen von Grover Washington, Jr. (2007) und Bright (2009) erreichten alle Platz 1 auf den Billboard Jazz Song Charts.

## Diskografie

### Alben
- 1990: Reveillez-Vous  (Chase Music)
- 1991: Excusez-Moi (Sindrome)
- 1993: Promenade (Sindrome)
- 1994: Reflections (Sindrome)
- 1996: Caravan of Dreams (Columbia)
- 1997: Songs of the Season (Sony)
- 1998: Perfect Moment (Sony)
- 2001: Glow (Sony), Platz 4 in den U.S. Jazz Albums Chart[3]
- 2004: Confidential (Columbia), Platz 3 in den U.S. Jazz Albums Chart[3]
- 2006: Playin' Favorites (Sony), Platz 4 in den U.S. Jazz Albums Chart[3]
- 2007: Peter White Christmas (ARTizen Music Group), Platz 12 in den U.S. Jazz Albums Chart[3]
- 2009: Good Day (Concord Music Group), Platz 2 in den U.S. Jazz Albums Chart[3]
- 2012: Here We Go
- 2014: Smile[4]
- 2016: Groovin’
- 2019: Music for STARLUX Airlines
- 2024: Light Of Day

## Preise
Peter White gewann die Auszeichnung für den besten Smooth Jazz Musiker bei den 2007 Canadian Smooth Jazz Awards. Er wurde zum besten Gitarrist bei den National Smooth Jazz Awards für vier aufeinanderfolgende Jahre ernannt (2000–2003).
2000 gewann Peter White drei Oasis Contemporary Jazz Awards:
- CD of the Year für Perfect Moment
- Song of the Year für Midnight in Manhattan mit Grover Washington, Jr.
- Bester Gitarrist